# Islandci

Islandci so skandinavski (severnogermanski) narod, ki živi na področju današnje Islandije. Sam narod sestavlja okoli 300.000 Islandcev. Govorijo islandščino.